# SN 1983C
SN 1983C – supernowa odkryta 12 stycznia 1983 roku w galaktyce A115412-2904. W momencie odkrycia miała maksymalną jasność 18,00m.